# 에이미 맥도널드
에이미 맥도널드(Amy Macdonald, 1987년 8월 25일 ~ )는 스코틀랜드의 싱어송라이터, 기타 연주자이다. 전 세계적으로 앨범 총합 1200만 장을 판매한 기록을 보유하고 있다.
2007년, 데뷔 앨범 This Is the Life 이 발매되어 전 세계적으로 300만 장 이상이 팔렸으며 영국을 비롯한 덴마크, 네덜란드, 스위스 앨범 차트에서 1위를 했다. 싱글 "Mr. Rock & Roll"과 "This Is the Life" 역시 대성공을 했으며, 특히 싱글 "This Is the Life"는 6개국에서 싱글차트 1위, 11개국에서 10위 권 내에 올랐다. 이듬해 2008년 미국 시장에서도 좋은 성적을 거뒀다.

## 음반 목록
- This Is the Life (2007)
- A Curious Thing (2010)
- Life in a Beautiful Light (2012)
- Under Stars (2017)
- The Human Demands (2020)